# Jingle Bells

Sångens noter.

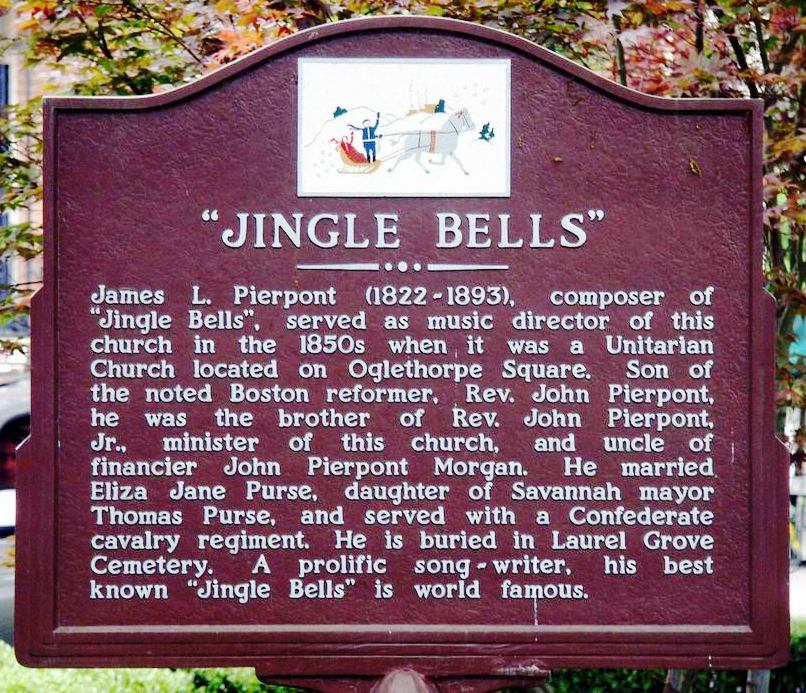
Minnestavla över James Lord Pierpont och sången Jingle Bells i Savannah, Georgia

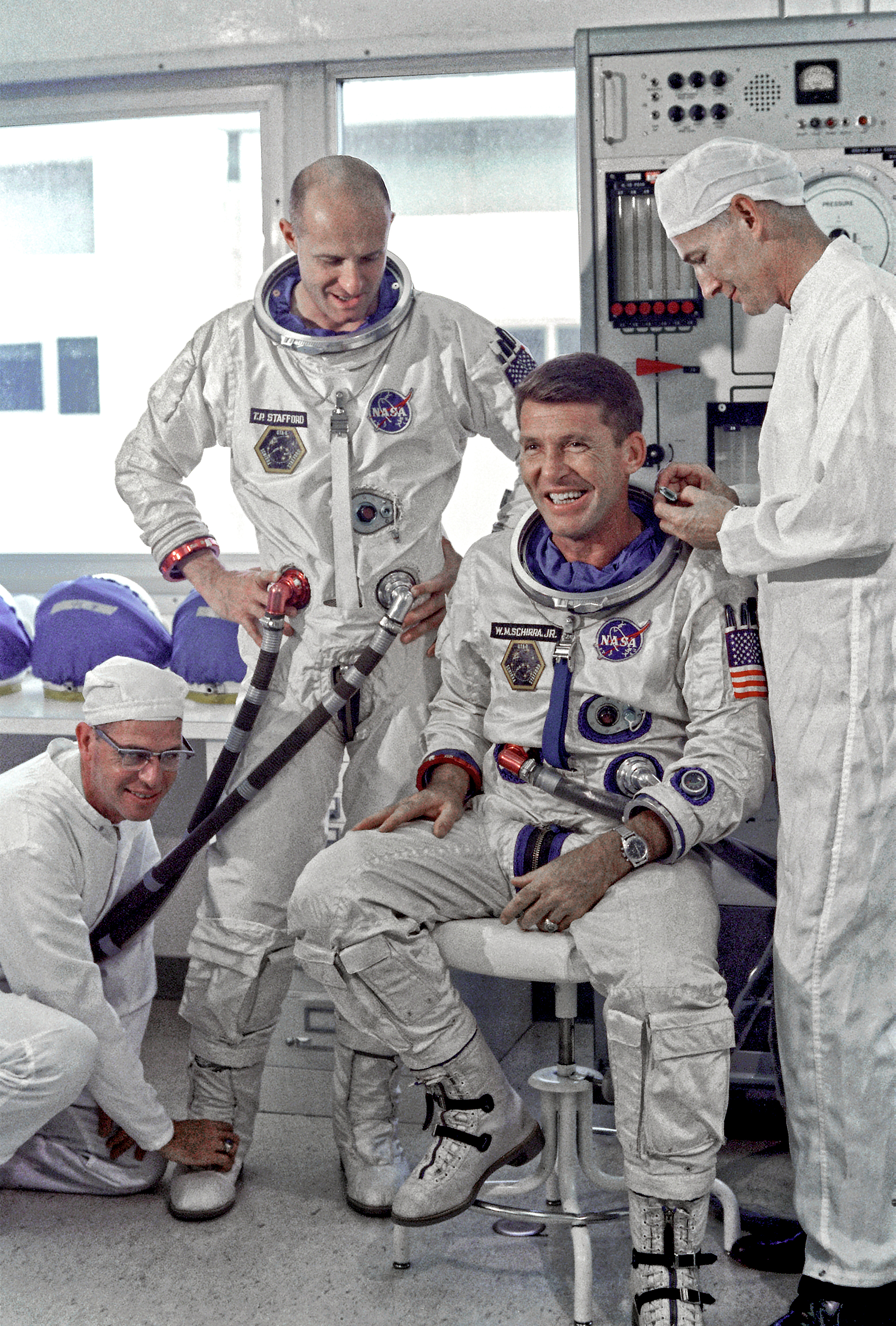
Wally Schirra och Tom Stafford från Gemini VI (1965).

Jingle Bells är en julsång på engelska skriven av James Lord Pierpont, och ursprungligen publicerad under titeln The One Horse Open Sleigh. Sången var avsedd att sjungas till Thanksgiving  i en kyrka i Boston i delstaten Massachusetts i USA. Den blev populär och sjöngs igen samma jul. Refrängens melodi var inte riktigt likadan då, och man vet inte vem som ändrade den. Sången, som handlar om en slädfärd, har sedan blivit julsång. Trots att det aldrig nämns, tänker sig många människor att släden är på väg till eller från julottan.[källa behövs]
Sången skrevs 1850, och upphovsrättsskyddades den 16 september 1857.
Sångens tema påminner om sångerna om flickor och bilar i slutet av 1950-talet och början av 1960-talet, som Chuck Berry's "Maybellene" från 1955 och The Beach Boys "Fun, Fun, Fun" från 1964. Häst och släde var 1857 ett viktigt transportmedel, precis som bilen 100 år senare.
Sången finns översatt till flera språk, och den mest kända svenskspråkiga översättningen, Bjällerklang, gjordes av Eric Sandström och Gösta Westerberg . Den finns även inspelad av bland andra Harmony Sisters (1948) , Lili & Susie (1990) , Lotta Engberg (1992)  och Sanna Nielsen (1997).

## Första sång i rymden
Den 16 december 1965 blev "Jingle Bells" den första sången som sändes till Jorden från rymden, från rymdfarkosten Gemini 6.

## Publikation
- Julens önskesångbok, 1997 (på svenska och engelska), under rubriken "Nyare julsånger"

## Parodier
Precis som så många andra enklare populära sånger har Jingle Bells under åren varit föremål för parodier.
Flera parodier har gjorts under årens lopp, bland annat:
- Jingle Bells, Batman smells, som länge cirkulerat på skolgårdarna sedan åtminstone mitten av 1960-talet, och förekommit i såväl Batmanserier i TV som i Simpsons.[9]
- Bjällerklang, bjällerklang, cykla bak och fram, som länge cirkulerat på skolgårdarna och publicerades i boken Hallå där, köp blåbär! från 1980, sammanställd av Bengt af Klintberg.[10]